# Màrkovo (Perm)
Màrkovo (en rus: Марково) és un poble del krai de Perm, a Rússia, que en el cens del 2010 tenia 121 habitants.